# Sommarpalatset
Sommarpalatset eller Yiheyuan (颐和园) är ett palats i Peking i Kina.
Sommarpalatset domineras av kullen Långt liv (60 meter hög) och Kunmingsjön. Slottet med sina parker utgör ett område på 2,9 km², varav tre fjärdedelar är vatten. Byggnaderna upptar en yta på 70000 m², och utgörs av en mängd olika palats, trädgårdar och andra arkitektoniska strukturer i antik stil.

## Historia
Palatset började sitt liv som Klart porlande trädgården år 1750 (Qianlong-kejsarens femtonde regeringsår). Hantverkare gav trädgården sin arkitektoniska stil utifrån olika palats i Kina. Kunmingsjön skapades genom att utöka en existerade vattenområde till att likna Västra sjön i Hangzhou. 
Sommarpalatset har lidit svårt av två militära attacker, en engelsk-fransk allierad invasion 1860 (som drabbade det gamla sommarpalatset, vilket också plundrades vid samma tid) och åtta länders allierade krafter år 1900. Det överlevde och återuppbyggdes 1886 respektive 1902. 
1888 bytte palatset namn till Yiheyuan, som betyder Hälsans och Harmonins trädgård. Det blev nu sommarresidens för änkekejsarinnan Cixi. Hon lade 30 miljoner tael silver på att renovera och bygga ut slottet, pengar som sägs ha varit avsedda för den kinesiska flottan.
Sedan 1924 är palatset och dess parker tillgängliga för allmänheten.

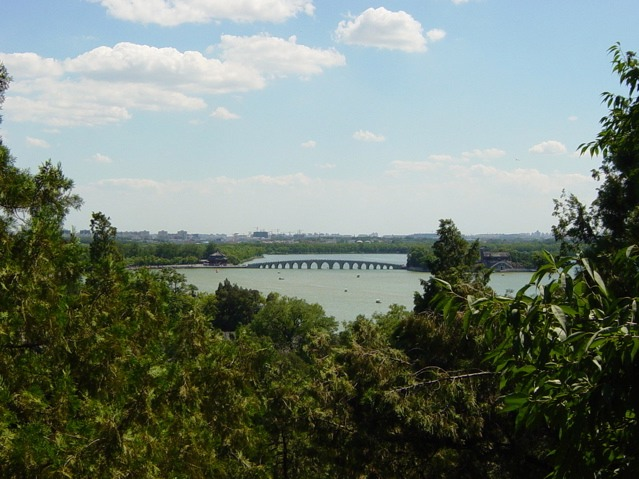
Utsikt mot Kunmingsjön.

## Övrigt
I december 1998 sattes Sommarpalatset upp på Unescos Världsarvslista. 
Över Kunmingsjön går 17 bågars bro (十七孔桥, Shíqī Kǒng Qiáo). Andra delar av Sommarpalatset är Molnskingrande huset, Tornet för Buddhistisk dygd, Marmorbåten, Sozhougatan (苏州街, Sūzhōu Jiē), Långa korridoren, Eviga paviljongen och Jadebältsbron.
Sommarpalatset nås lätt från större delen av Peking. Man åker norrut över Suzhoubron på nordvästra delen av Tredje ringvägen, norrut till Sihaibron och nordvästra delen av Fjärde ringvägen eller söderut till norra delen av Femte ringvägen vid avfart Zhongguancun/Beiqing. Kollektivtrafik går även ut till Sommarpalatset.
| Pekings tunnelbana |         |                    |
|                    | Linje 4 | Beigongmen (北宫门 |

## Bilder

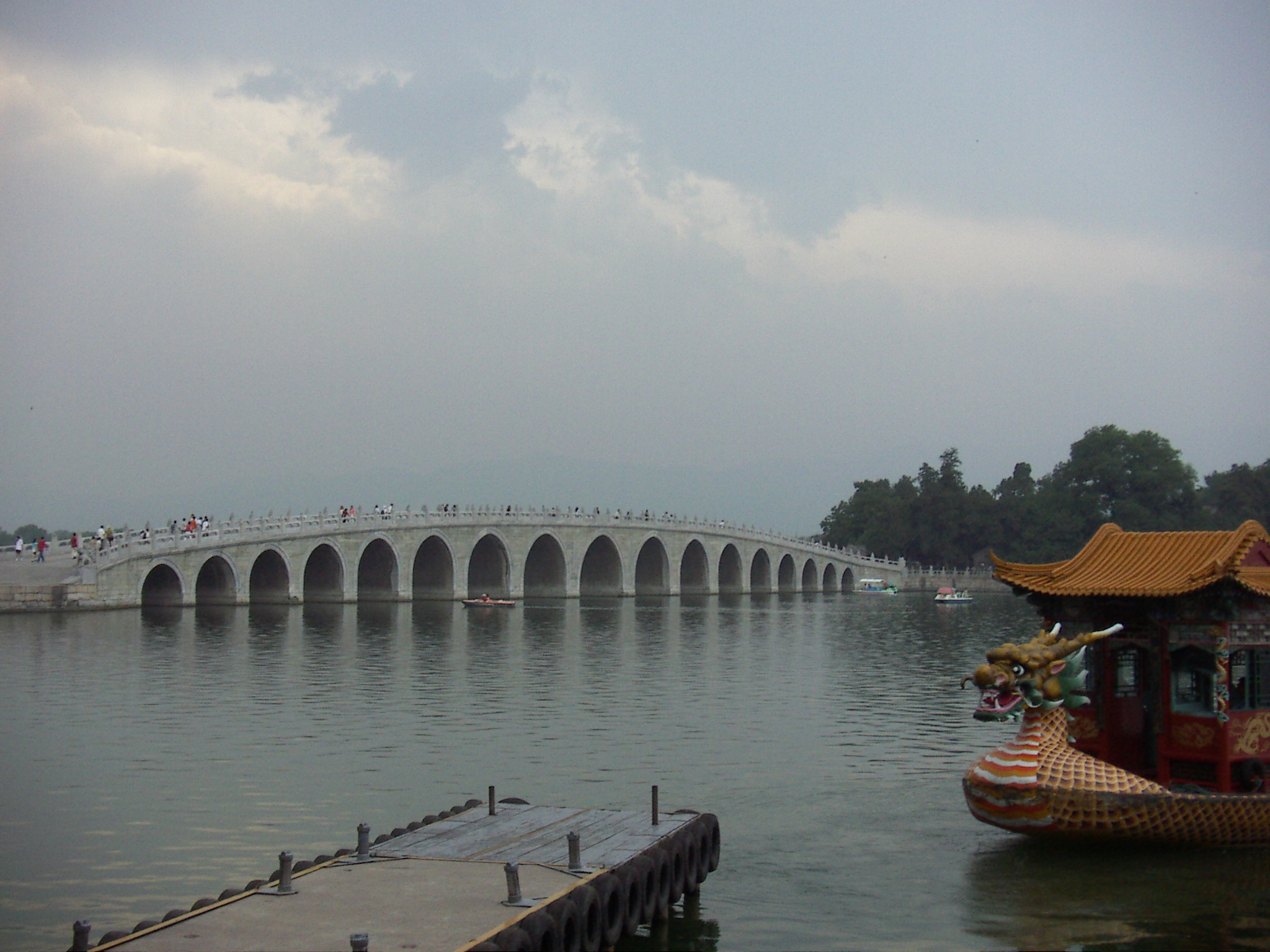
Kunmingsjön med 17-valvs bron.
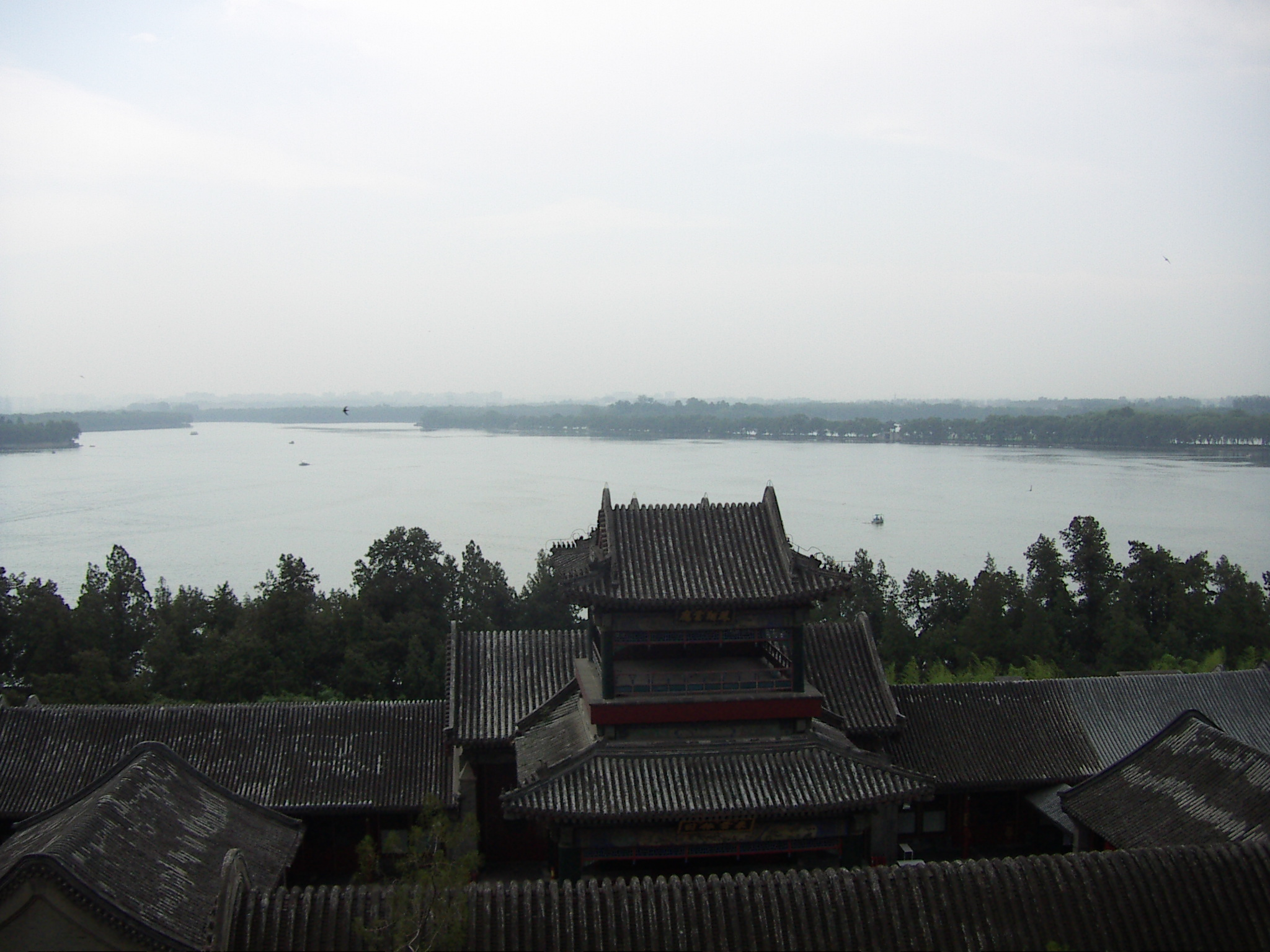
Högs upp på sommarpalatset och ser ut över Kunmingsjön.
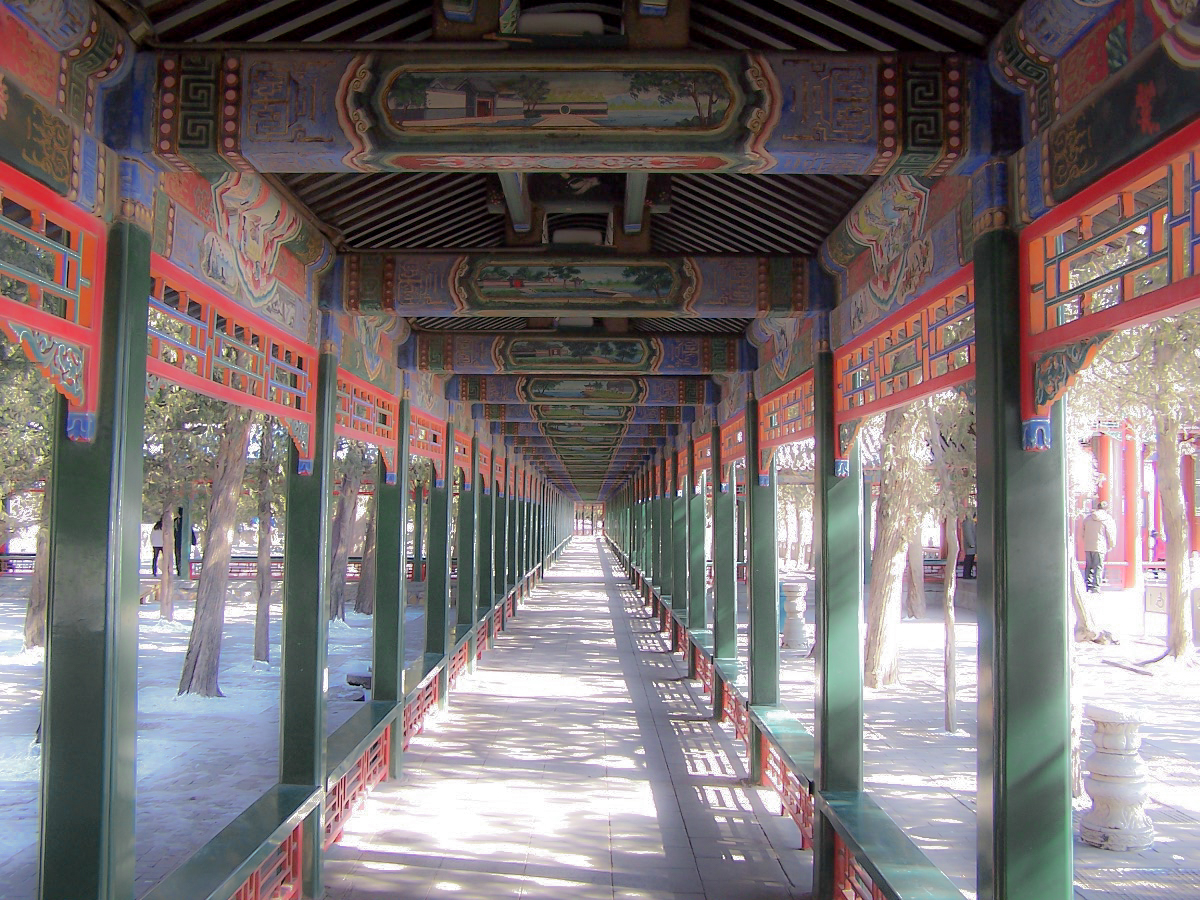
Långa korridoren.
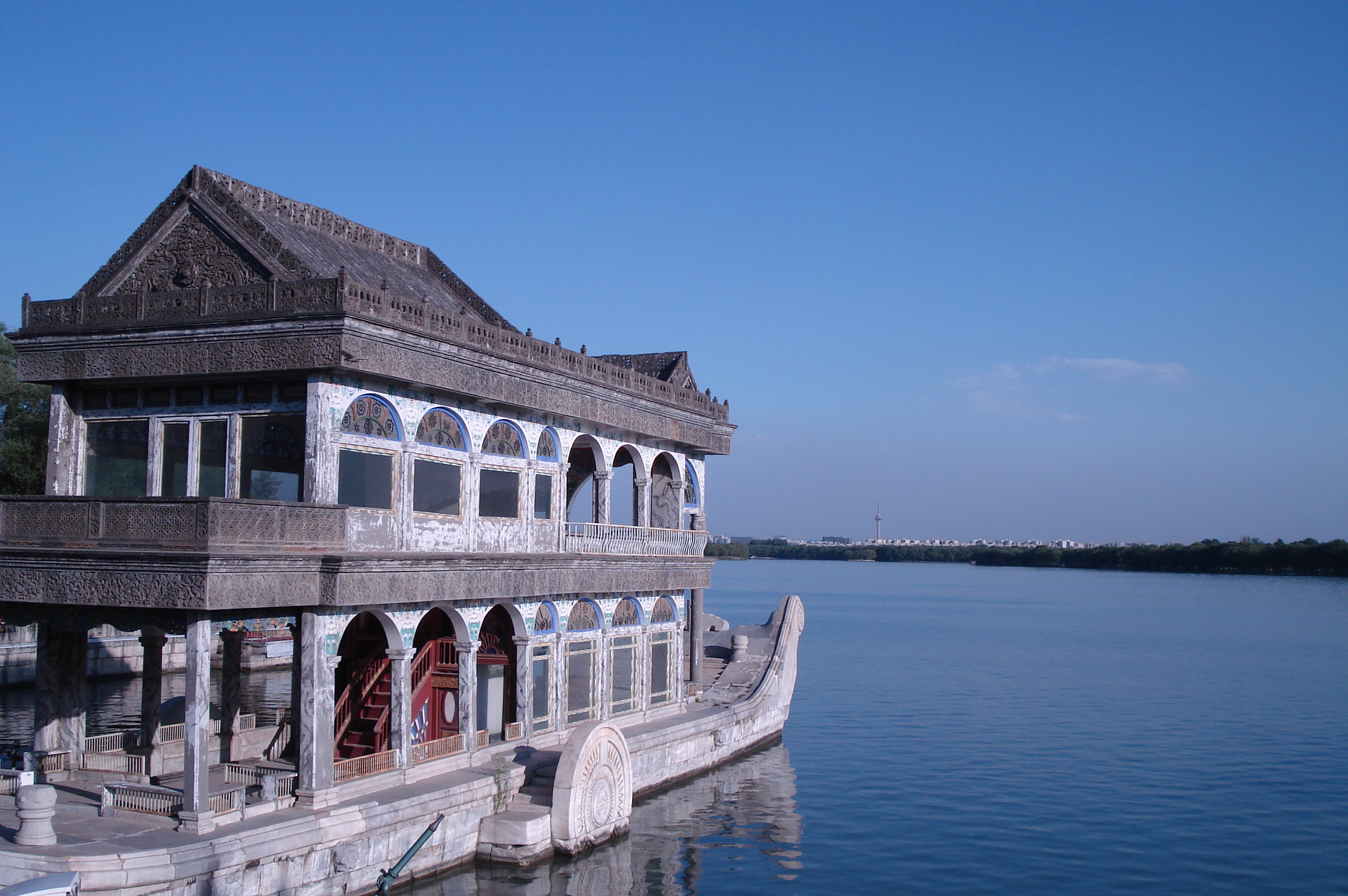
Den berömda marmorbåten.